# Wizard (roman)
Wizard este un roman științifico-fantastic scris de autorul american John Varley, a doua carte din trilogia sa Gaea. A apărut la editura Berkley Books în 1980.

## Cadru
Trilogia descrie întâlnirea omenirii cu o ființă vie pe orbită în jurul planetei Saturn și având forma unui tor Stanford cu un diametru de 1300 km. Aceasta este locuită de mai multe specii extraterestre, mai ales de ființe asemănătoare centaurilor denumite Titanide.

## Prezentare
Wizard ("Vrăjitoarea") are loc în 2100, șaptezeci și cinci de ani după evenimentele din "Titan". Cirocco Jones a devenit o alcoolică, aparent din cauza tensiunii de a fi "Wizard". Gaby Plauget a realizat proiecte speciale pentru Gaea, cum ar fi construirea autostrăzii Circum-Gaea, în schimbul căreia are parte de unele beneficii pe care le are Cirocco, inclusiv tinerețe aparent permanentă.
Și Gaea este plictisită. Ea aranjează fluxuri de persoane care caută miracole pentru a veni la ea de pe Pământ și apoi le dă sarcini de făcut: să facă ceva "eroic" (de exemplu, să meargă o dată pe circumferința roții mari) și dorințele lor vor fi îndeplinite. Acesta este modul ei de a asigura un divertisment continuu, deoarece ea aranjează pericolele pentru ca ei să le depășească sau să moară încercând. De asemenea, ea pare să fie utilă Umanității oferind leacuri pentru boli, astfel încât oamenii să nu se întoarcă împotriva ei și să o distrugă. Între timp, ea stă în centrul de clevetiri și urmărește filme vechi.

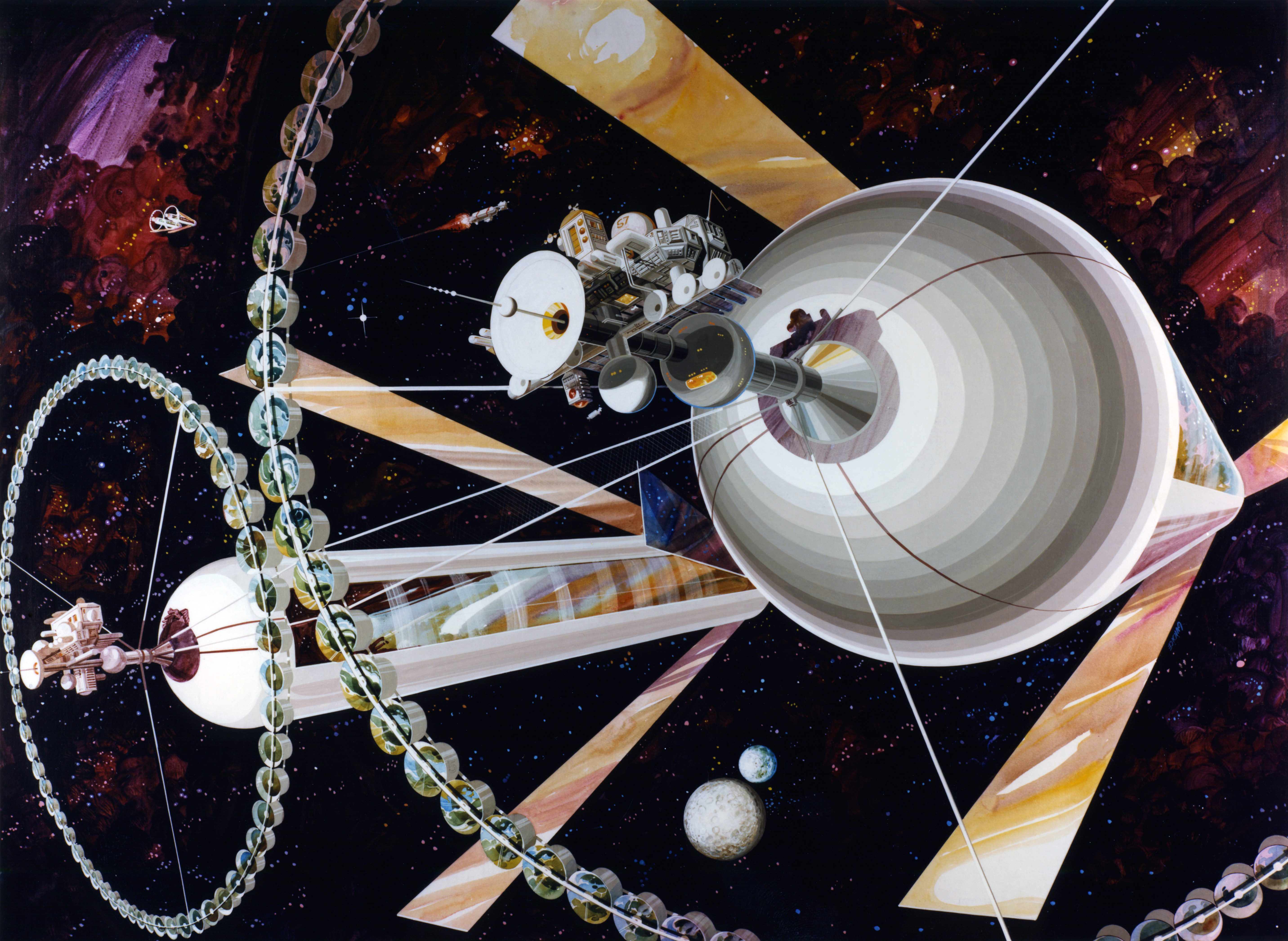
Imagine artistică a unei perechi de cilindri O'Neill

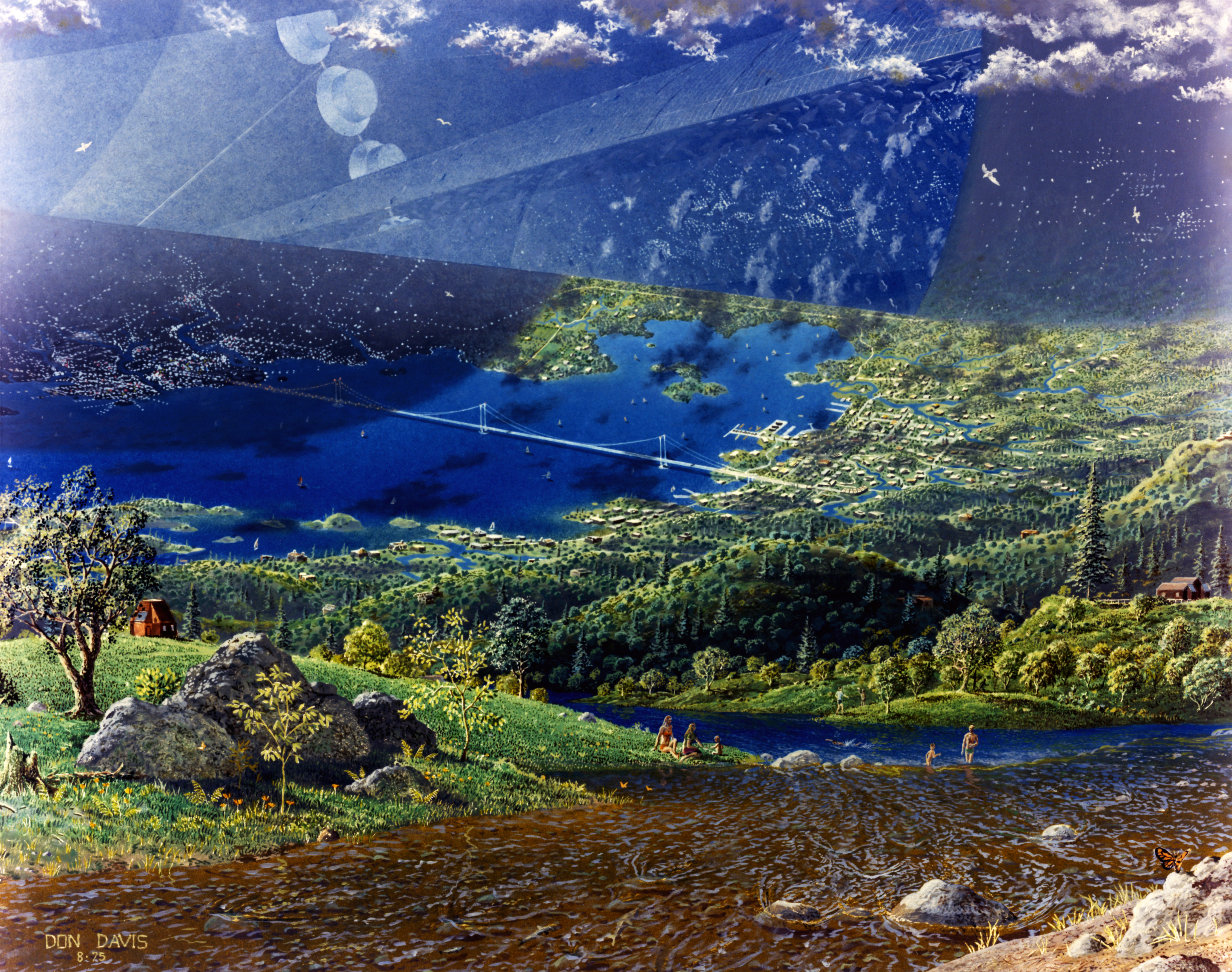
Redare artistică a interiorului unui cilindru O'Neill, arătând curbura suprafeței interioare

Chris Major și Robin Nouă-Degete sunt doi astfel de pelerini. Chris suferă de episoade psihotice, adesea însoțite de "noroc" paranormal. Robin, membru al unui grup de vrăjitoare care trăiesc într-un cilindru O'Neill, are o epilepsie ciudată care se manifestă numai într-o gravitație mai mare decât cea a Lunii. Robin, Gaby, Cirocco și patru Titanide au pornit într-o călătorie eroică. Gaby și Cirocco au o agendă ascunsă: ei doresc să cerceteze creierul regional pentru a o răsturna pe Gaea, pe care ei o consideră a fi iremediabil nebună.
În timpul călătoriei, cititorii află ce a dus-o pe Cirocco la alcoolism. Ca preț pentru întreruperea Războiului dintre Îngeri și Titanide, Gaea a făcut ca Titanidele să depindă de Cirocco pentru a avea copii. Numai saliva ei poate activa ouăle pe care le produc, astfel încât acestea să poată fi implantate într-o mamă gazdă să crească. Răspunderea pentru supraviețuirea unei întregi rase este mai mult decât poate suporta Cirocco. Demisia din poziția ei de Wizard  este imposibilă, la fel și sinuciderea este exclusă datorită dragostea ei pentru Titanide, așa că singura ei eliberare este refugiul în alcool.
Pericolele călătoriei includ bombe zburătoare, creaturi vii cu motoare cu jet pulsatoriu care trăiesc sus pe cablurile de sprijin. Acestea atacă ființele vii, inclusiv oamenii și Titanidele, încercând să-i prindă pentru a fi mâncați. Ei sunt o mare amenințare la adresa pelerinilor, cu gurile lor înguste și cu aripile ascuțite. Încet, călătoria reduce numărul echipajului, mai întâi una dintre Titanide moare și apoi, într-un atac al nebunului Gene, Gaby moare. Toți ajung să fie separați. Cirocco și companionul Titanid, Hornpipe, sunt lăsați pe suprafața Rim-ului, în timp ce Robin și Chris sunt prinși în subteran, cu Titanida Valiha, care nu numai că este gravidă, dar este și grav rănită. În cele din urmă, Robin trebuie să-l părăsească pe Chris ca să o îngrijească pe Valiha și să urce la suprafață după ajutor. Ea ajunge într-una din zonele artici reci ale habitatului și aproape că moare înainte să fie salvată.
Cirocco suferă o transformare completă. Își adună puteri considerabile pentru a salva toți membrii expediției rămase. Robin și Chris merg să se confrunte cu Gaea, doar pentru a le spune că ea este cea care îi vindecă și pot dispărea. Cirocco distruge în cele din urmă corpul pe care Gaea l-a folosit pentru a vorbi cu oamenii. Deoarece ea este în realitate o inteligență care trăiește în centru, moartea acestui trup nu o ucide pe Gaea; dar este modul în care Cirocco a scăpat de obligațiile ei. În continuare, ea nu mai este Vrăjitorea (Wizard); ea este Demonul.

## Primire

### Premii
- - Nominalizare la Premiile Hugo și Locus, 1981[4]

## Legături externe
- Wizard at Worlds Without End
- Gaea the Mad Titan fan site of the Gaean Trilogy

## Vezi și
- 1980 în literatură
- 1980 în științifico-fantastic